# Tiangong 1
Tiangong 1, der betyder "himmelsk palads", var en kinesisk rumstation der var i kredsløb om jorden. Den blev opsendt den 29. september 2011. Rumstationen fik besøg af i alt 5 astronauter i forbindelse med missionerne: Shenzhou 9 og Shenzhou 10. Ifølge CNSA var Tiangong 1 et otte tons tungt rumlaboratoriemodul, der var planlagt til at være i kredsløb i to år. Det styrtede ned i Stillehavet den 2. april 2018.
Efter opsendelse af Tiangong 1 blev den koblet sammen med den ubemandede Shenzhou 8 i november 2011. Tiangong 1 skal efter planen efterfølges af Tiangong 2 og 3. Tiangong 1 var meget mindre end Den Internationale Rumstation og formålet med Tiangong var at gøre det muligt for Kina at kunne lave større rumstationer og rejse til Månen og Mars.